# Rakı

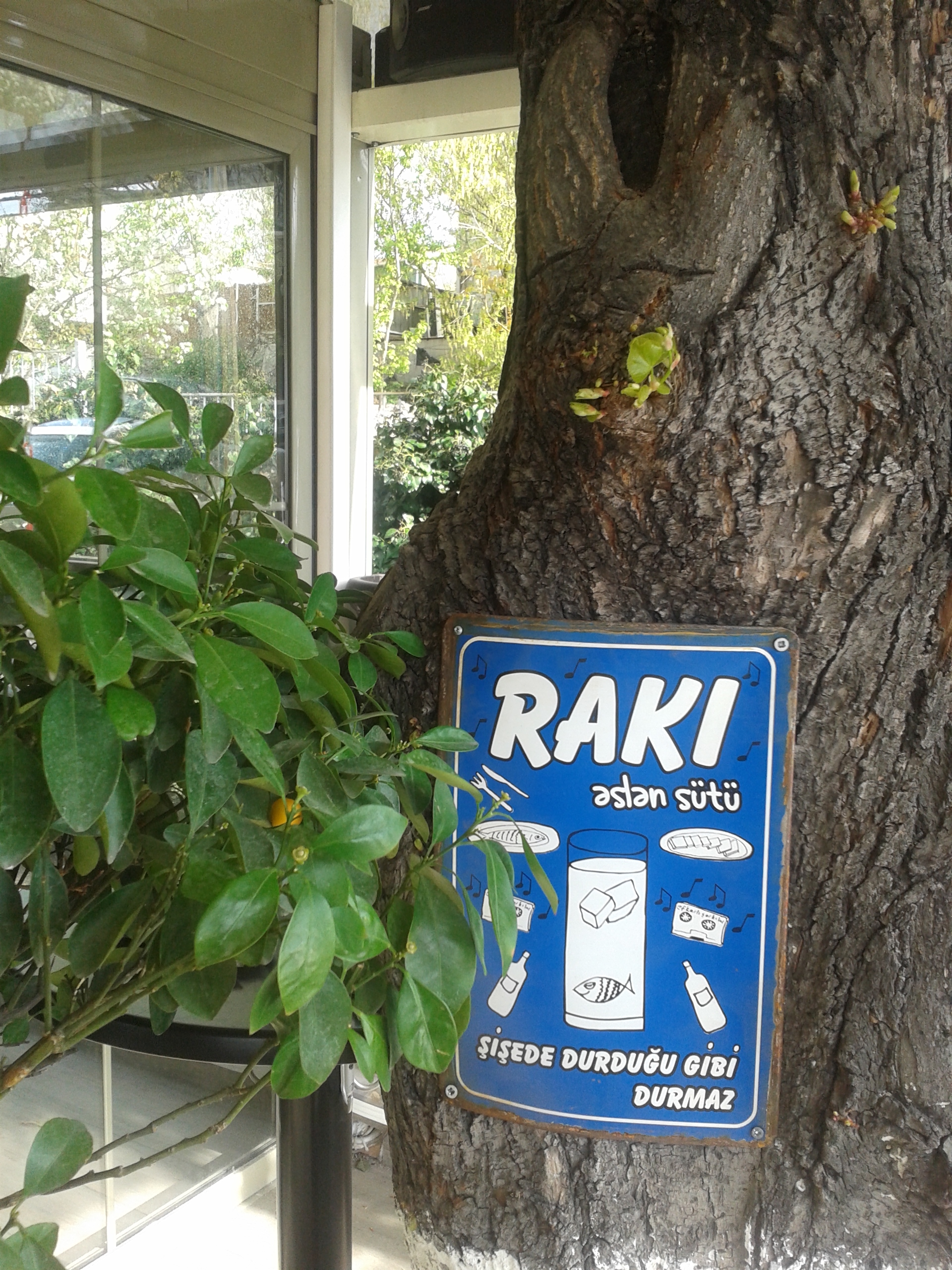
Rakı també s'anomena aslan sütü (llet de lleó) a Turquia.

Rakı és un licor anisat cèlebre a Turquia i als països de l'antic Imperi Otomà. La grafia Rakı és la pròpia de l'idioma turc, però a l'estranger sovint apareix raki. És similar a diverses begudes alcohòliques que es poden trobar a la Mediterrània i zones dels Balcans com a: pastis, sambuca, àrac, ouzo, tsikoudia, tsipouro, i mastica. Es elaborat a partir de diverses fruites. A Turquia en general s'empra el raïm i panses de raïm per a la seva producció.
A Turquia, rakı és considerada el licor nacional, i és conegut amb el sobrenom, aslan sütü, que significa "llet de lleó". Generalment es consume al costat de plats de meze, i es beu barrejat amb una part igual d'aigua. Quan s'agrega l'aigua, la barreja canvia a un color blanquinós. A més del rakı que es barreja amb aigua al seu propi got, és costum de beure'l amb una beguda separada (aigua en aquest cas, o "şalgam" en altres) però complementària. La província de Tekirdağ és un dels llocs més famosos quant a la producció d'aquesta beguda.